# Fabio Galloppa
Pas d'image ? Cliquez ici

a Compétitions nationales et continentales officielles uniquement.

Fabio Cesar Galloppa, né le 1er janvier 1977, est un joueur de argentin de rugby à XV qui évolue au poste de deuxième ligne. Il joue depuis 2009 aux Vacceos Cavaliers en Liga Superiberica.